# Бета-варіант SARS-CoV-2

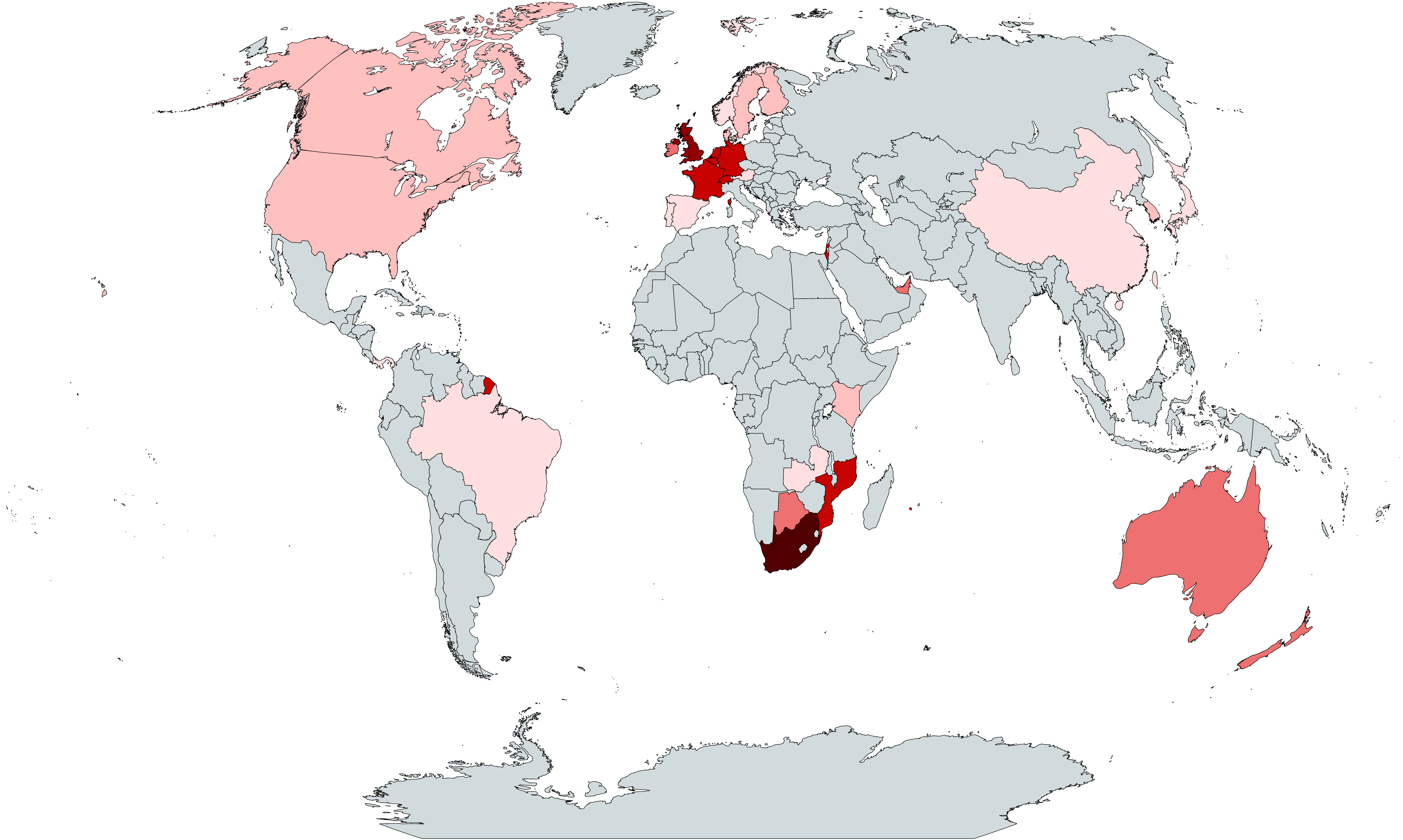
Країни з підтвердженими випадками 501.V2 станом на 20 січня 2021 року
10 - 49 Підтверджених випадків
5 - 9 Підтверджених випадків
2 - 4 Підтверджені випадки
1 Підтверджений випадок
Є випадки, але точних цифр немає
Підозри випадків
Немає підтверджених випадків, населення чи відсутні дані

Варіант 501.V2, відомий також як 20C/501Y.V2, родовід B.1.351 та Південноафриканський варіант COVID-19 — варіант SARS-CoV-2, вірусу, що спричиняє COVID-19. Варіант був вперше виявлений у Міському окрузі Бухти Нельсона Мандели Східно-Капської провінції Південно-Африканської Республіки та повідомлений широкому загалу Департаментом охорони здоров’я країни 18 грудня 2020 року.

## Варіант
| Ген                                                                                            | Нуклеотиди | Амінокислоти |
| ---------------------------------------------------------------------------------------------- | ---------- | ------------ |
| ORF1ab                                                                                         | C1059T     | T265I        |
|                                                                                                | G5230T     | K1655N       |
|                                                                                                | C8660T     | H2799Y       |
|                                                                                                | C8964T     | S2900L       |
|                                                                                                | A10323G    | K3353R       |
|                                                                                                | G13843T    | D4527Y       |
|                                                                                                | C14408T1   | P4715L       |
|                                                                                                | C17999T    | T5912I       |
| Шипи                                                                                           | C21614T    | L18F         |
|                                                                                                | A21801C    | D80A         |
|                                                                                                | A22206G    | D215G        |
|                                                                                                | G22299T    | R246I        |
|                                                                                                | G22813T    | K417N        |
|                                                                                                | G23012A    | E484K        |
|                                                                                                | A23063T    | N501Y        |
|                                                                                                | A23403G1   | D614G        |
|                                                                                                | G23664T    | A701V        |
| ORF3a                                                                                          | G25563T    | Q57H         |
|                                                                                                | C25904T    | S171L        |
| E                                                                                              | C26456T    | P71L         |
| N                                                                                              | C28887T    | T205I        |
| Примітка: 1Представлено у родоводі B.1. Джерело: Тегально та ін., (2020), supplementary Fig S8 |            |              |

Дослідники та чиновники повідомили, що поширеність цього варіанту була вищою серед молодих людей, які не страждають на хронічні захворювання, і в таких випадках частіше викликає серйозні захворювання, ніж інші варіанти вірусу. Департамент охорони здоров'я Південної Африки також зазначив, що варіант може бути рушієм другої хвилі пандемії COVID-19 в країні, оскільки варіант поширюється швидше, ніж інші попередні варіанти вірусу.
Вчені відзначили, що варіант може легше приєднуватися до клітин людини через три мутації рецептор-зв'язуючого домену (RBD) у шипованому глікопротеїні вірусу: N501Y (зміна аспарагіну (N) тирозином (Y) в амінокислотній позиції 501), K417N та E484K. Дві з цих мутацій, E484K та N501Y, знаходяться в межах рецептор-зв'язуючого мотиву (RBM) рецептор-зв'язуючого домену (RBD).
Мутація N501Y була виявлена також у Великій Британії. Дві мутації, виявлені в 501.V2, E484K та K417N, не виявлені у Варіанті 202012/01. Крім того, 501.V2 не має мутації 69-70del, знайденої в іншому варіанті.

## Виявлення
Новий варіант був виявлений шляхом секвенування цілого генома. Кілька геномних послідовностей з цього варіанта були подані до бази даних послідовностей GISAID, наприклад приєднання послідовностей EPI_ISL_678597.

## Міжнародне поширення
23 грудня міністр охорони здоров'я Великої Британії Метью Генкок повідомив, що двоє людей, які подорожували з Південної Африки до Великої Британії, були заражені 501.V2. 28 грудня варіант був виявлений у двох людей у Швейцарії та у одного у Фінляндії. 29 грудня варіант був виявлений у подорожувальника з Південної Африки до Японії та у одного закордонного мандрівника до Квінсленда, Австралія. 30 грудня варіант був виявлений в Замбії. 31 грудня його також виявили у Франції у пасажира, який повертався з Південної Африки.
2 січня 2021 року в Південній Кореї було виявлено перший випадок цього варіанту. Австрія повідомила про перший випадок цього варіанту, а також про чотири випадки британського варіанту 4 січня. Республіка Ботсвана також виявила перший випадок зараження 4 січня. 8 січня 2021 року Республіка Ірландія повідомила про виявлення 3 випадків зараження, пов'язаних із поїздками до Південної Африки. Того ж дня у Бразилії було зареєстровано випадок повторного зараження новим варіантом вірусу жінкою, яка перенесла COVID-19, ставши першим подібним повторним зараженням у світі. Канада повідомила про перший випадок цього варіанту в Альберті 9 січня, а Ізраїль повідомив про чотири випадки, і всі вони у людей, які подорожували до Південної Африки. Нова Зеландія повідомила про перший випадок цього варіанту 10 січня. 12 січня Німеччина повідомила про виявлення мутації у шести людей з трьох різних домогосподарств. Наступного дня Бельгія повідомила про перший виявлений випадок у людини із Західної Фландрії, яка не подорожувала за межі країни. Водночас у Тайвані 1 січня 30-річний чоловік із Есватіні отримав позитивний тест на південноафриканський варіант COVID-19.

## Сумісність із вакциною
4 січня 2021 року британська газета Дейлі телеграф повідомила, що оксфордський імунолог сер Джон Белл вважає, що існує «великий знак запитання» щодо потенційної стійкості нового південноафриканського варіанту до вакцин проти COVID-19, викликаючи побоювання, що вакцини можуть не бути не настільки ефективними проти цього варіанту вірусу. Того ж дня професор вакцинології Шабір Мадхі у коментарі CBS News сказав, що новий варіант 501.V2 не зможе бути стійким до вакцини, але слід враховувати, що вакцини «можуть не мати повної ефективності». Доцентом кафедри клітинної мікробіології в Університеті Редінга Саймоном Кларком, додаткові мутації білка-шипа у варіанті 501.V2 були визначені як фактор, що викликає занепокоєння, оскільки вони «можуть зробити вірус менш сприйнятливим до імунної відповіді, викликаної вакциною». Лоуренс Янг, вірусолог з Університету Ворика, також зазначив, що множинні мутації шипа у варіанта «можуть призвести до певного відходу від імунного захисту».
7 січня 2021 року було повідомлено, що дослідники Pfizer виявили, що вакцина Pfizer і BioNTech під час тестів, що включають 20 аналізів крові, змогла забезпечити захист від однієї з мутацій варіанта 501.V2 (N501Y, спільно з варіантом B1.1.7). Проте відзначили, що потрібно провести подальше розслідування для визначення рівня захисту.

### Мутація E484K
Повідомляється, що зміна амінокислоти E484K, мутація рецептор-зв'язуючого домену (RBD), «пов'язана з втечею від нейтралізуючих антитіл», що може негативно вплинути на ефективність вакцин проти COVID, що залежать від білка. Мутація шипів E484K була пов'язана із випадком повторного інфікування варіантом 501.V2 SARS-CoV-2 у Бразилії, який, на думку дослідників, є першим подібним випадком реінфекції, пов'язаним з цією мутацією. Можливість зміни антигенності називалась «мутацією втечі» моноклонального антитіла з можливістю нейтралізації різновидів шипових білків SARS-CoV-2.

## Статистика
| Країна                | Підтверджені випадки | Дата                                      | Примітки             |
| --------------------- | -------------------- | ----------------------------------------- | -------------------- |
| Велика Британія       | 2 27                 | 23 грудня 2020 12 січня 2021              | [ 43 ] [ 44 ]        |
| Швейцарія             | 2                    | 28 грудня 2020                            | [ 17 ]               |
| Фінляндія             | 1                    | 28 грудня 2020                            | [ 18 ]               |
| Японія                | 1                    | 29 грудня 2020                            | [ 19 ]               |
| Австралія             | 1                    | 29 грудня 2020                            | [ 20 ]               |
| Замбія                | 1                    | 30 грудня 2020                            | [ 45 ]               |
| Франція               | 1                    | 31 грудня 2020                            | [ 46 ]               |
| Південна Корея        | 1                    | 2 січня 2021                              | [ 23 ]               |
| Австрія               | 1                    | 4 січня 2021                              | [ 47 ]               |
| Ботсвана              | 1                    | 4 січня 2021                              | [ 25 ]               |
| Ірландія              | 3                    | 8 січня 2021                              | [ 26 ]               |
| Бразилія              | 1                    | 8 січня 2021                              | [ 27 ]               |
| Нідерланди            | 1                    | 8 січня 2021                              | [ 48 ]               |
| Канада                | 1                    | 8 січня 2021 15 січня 2021                | [ 49 ] [ 50 ]        |
| Ізраїль               | 4                    | 9 січня 2021 13 січня 2021                | [ 29 ] [ 51 ]        |
| Нова Зеландія         | 1                    | 10 січня 2021                             | [ 30 ] [ 31 ]        |
| Німеччина             | 6 1 1                | 12 січня 2021 14 січня 2021 15 січня 2021 | [ 32 ] [ 52 ] [ 53 ] |
| Бельгія               | 1                    | 13 січня 2021                             | [ 33 ]               |
| Тайвань               | 1                    | 13 січня 2021                             | [ 34 ]               |
| Світ (19 інших країн) | 64                   |                                           |                      |